# Hypoplectrodes
Hypoplectrodes es un género de peces de la familia Serranidae, del orden Perciformes. Este género marino fue descrito por primera vez en 1862 por Theodore Gill.

## Especies
Especies reconocidas del género:
- Hypoplectrodes annulatus (Günther, 1859)
- Hypoplectrodes cardinalis Allen & Randall, 1990
- Hypoplectrodes huntii (Hector, 1875)
- Hypoplectrodes jamesoni Ogilby, 1908
- Hypoplectrodes maccullochi (Whitley, 1929)
- Hypoplectrodes nigroruber (Cuvier, 1828)
- Hypoplectrodes semicinctum (Valenciennes, 1833)
- Hypoplectrodes wilsoni (Allen & Moyer, 1980)

## Galería

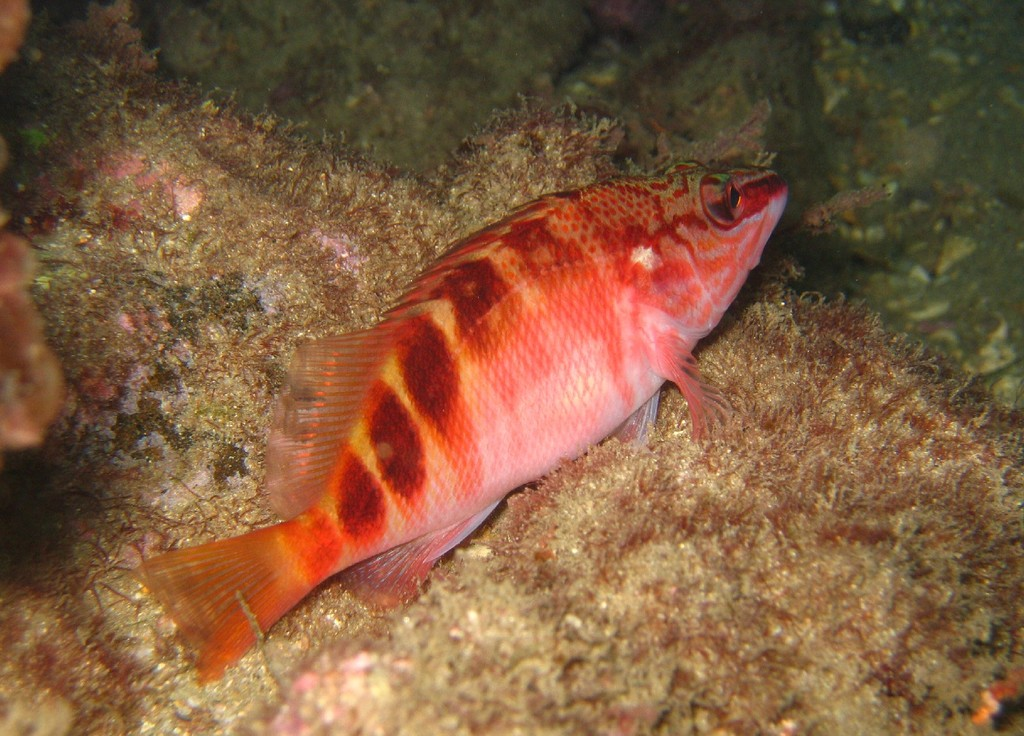
Hypoplectrodes maccullochi
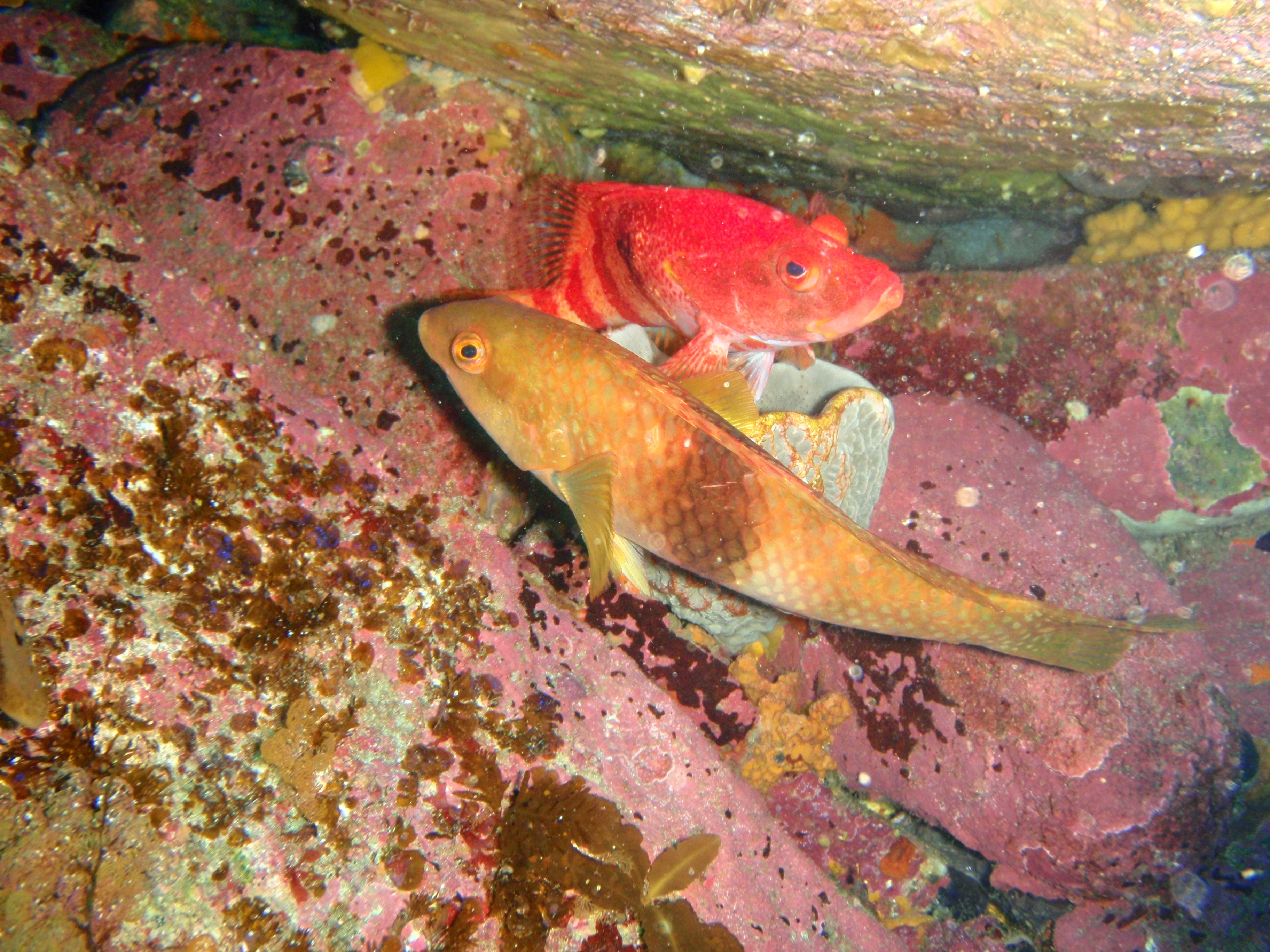
Hypoplectrodes nigroruber
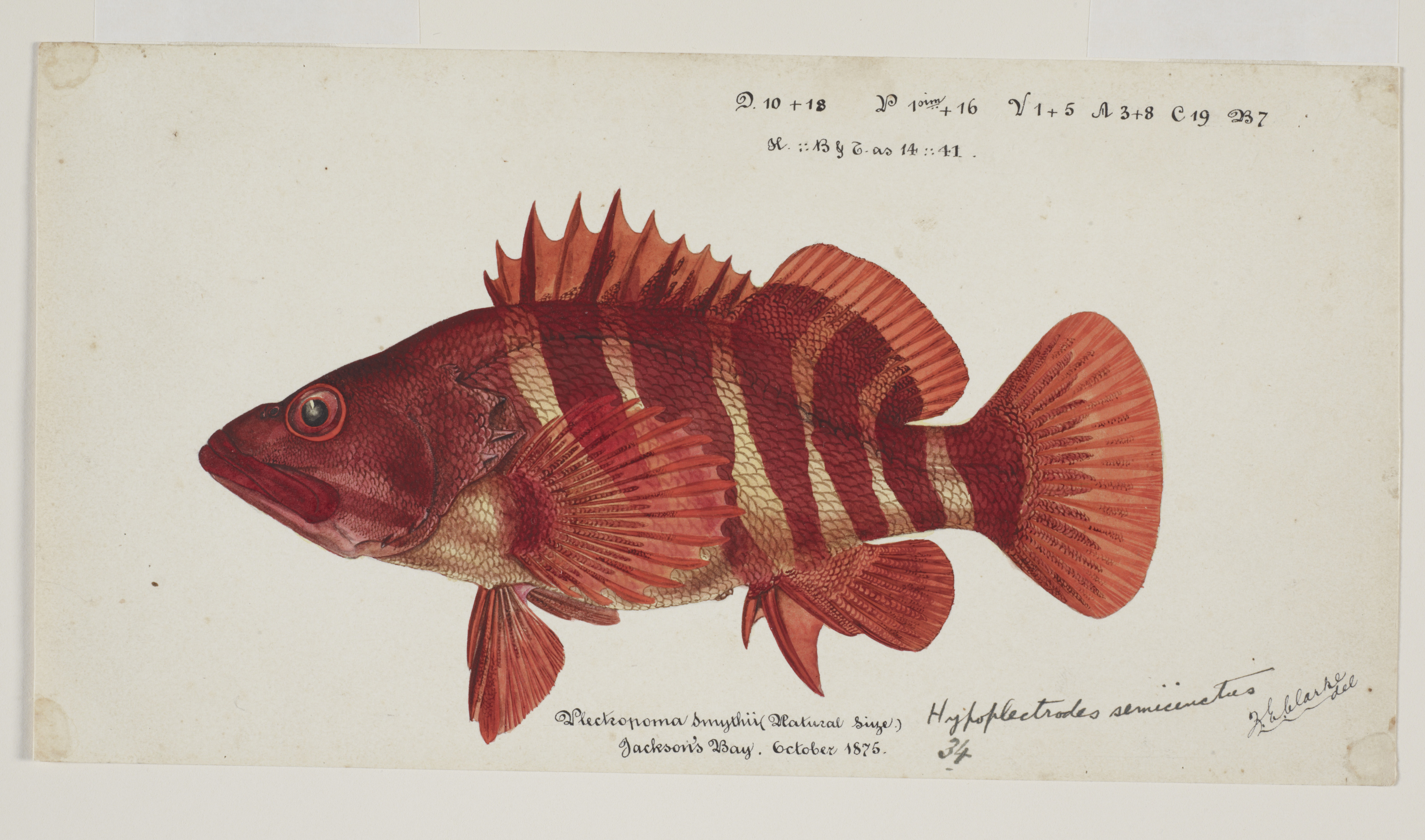
Hypoplectrodes semicinctum